# 吕塞 (萨瓦省)
吕塞（法語：Lucey，法語發音：[lysɛ]）是法国萨瓦省的一个市镇，属于尚贝里区。

## 地理
吕塞（45°45'7"N, 5°47'14"E）面积6.14 平方千米，位于法国奥弗涅-罗讷-阿尔卑斯大区萨瓦省，该省份为法国东部省份，历史上为薩伏依的一部分，北起上萨瓦省，西接伊泽尔省和安省，南部和东部与上阿尔卑斯省和意大利接壤。
与吕塞接壤的市镇（或旧市镇、城区）包括：克雷桑-罗什福尔、马西尼约德里沃、容日约。

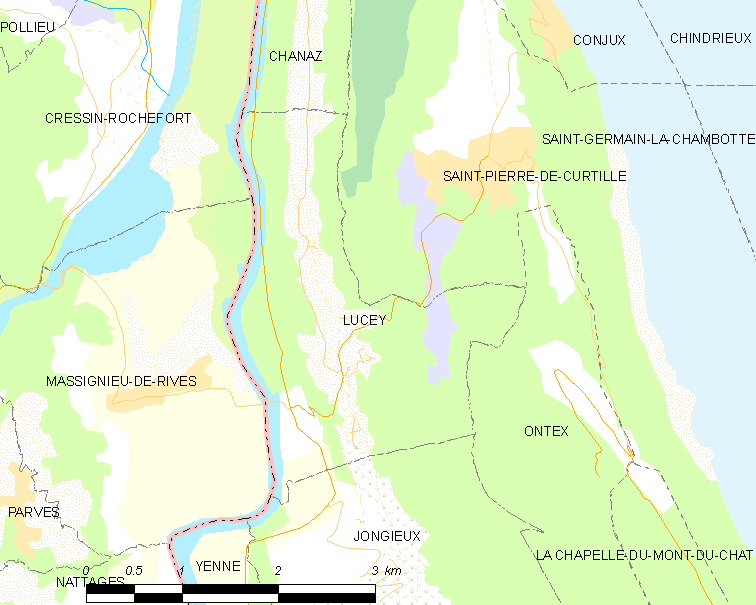
的OSM定位图

吕塞的时区为UTC+01:00、UTC+02:00（夏令时）。

## 行政
吕塞的邮政编码为73170，INSEE市镇编码为73149。

## 政治
吕塞所属的省级选区为萨瓦比热县。

## 人口

1962-2008年间人口变化图示

吕塞于2022年1月1日时的人口数量为290人。